# CorelDRAW
CorelDRAW es una aplicación informática de  diseño gráfico vectorial, es decir, que usa fórmulas matemáticas en su contenido. Esta, a su vez, es la principal aplicación de la suite de programas CorelDRAW Graphics Suite ofrecida por la corporación Corel y que está diseñada para suplir múltiples necesidades, como el dibujo, la maquetación de páginas para impresión y la publicación web, todas incluidas en un mismo programa. Sus principales competidores son Adobe Illustrator e Inkscape, este último de código abierto.
CorelDRAW fue lanzado oficialmente en el año de 1989, diseñado por los ingenieros informáticos Michel Bouillon y Pat Beirne de Corel Corporation. La versión más reciente de la suite es CorelDRAW Graphics Suite 2025 (V.26.0). Desde la versión de CorelDRAW 2019,  la aplicación está disponible para Windows y para MacOS.

## Versiones de CorelDRAW
| Fecha               | Versión               | Descripción |
| ------------------- | --------------------- | --- |
| enero de 1989       | 1.0                   | Primera versión |
| febrero de 1990     | 1.11                  | Añadió compatibilidad con la importación y exportación de DXF™ de AutoCAD® para permitir el trabajo con diseños bidimensionales y tridimensionales. |
| septiembre de 1991  | 2                     | Presentó la función Fusión de impresión, que servía para combinar archivos de texto con archivos gráficos e imprimir el resultado. En esta versión también se presentaron las herramientas Envoltura, Mezclar, Extrusión y Perspectiva para distorsionar y mezclar objetos y formas. También estaba disponible una versión para Unix. |
| octubre de 1992     | 3                     | Añadió un modo de previsualización editable que permitía trabajar con los objetos mostrados con detalles y a todo color. Incluía Corel Photo-Paint (para editar mapas de bits), CorelSHOW (para crear presentaciones en pantalla), CorelCHART (para gráficos), Mosaic y CorelTRACE (para vectorizar mapas de bits). La inclusión de estos programas fue el precedente del actual Graphic Suite. También estaba disponible una versión para Unix. |
| mayo de 1993        | 4                     | Introdujo la capacidad de trabajar con varias páginas. Esta versión también presentó la caja de herramientas flotante, que se podía ocultar para liberar más espacio de trabajo. Incluía CorelMOVE para animaciones. |
| julio de 1994       | 5                     | Fue la última versión para Windows 3.x. Añadió compatibilidad con fuentes PostScript® y TrueType® al programa. También se añadió un sistema de administración del color que permitió la calibración del monitor, impresora y escáner. Incluía Corel Ventura, que hasta ese momento se vendía por separado. Fue una aplicación de autoedición similar a PageMaker, Quark Xpress o InDesign. |
| agosto de 1995      | 6                     | Primera versión exclusiva para Windows de 32 bits. También introdujo la herramienta Papel gráfico y aumentó el tamaño máximo de página de 90 x 90 cm a 45 x 45 m. |
| abril de 1997       | 7                     | Añadió una barra de propiedades interactiva que puso las herramientas esenciales. Esta versión también permitió a los usuarios escribir guiones y automatizar funciones. Se añadieron nuevas herramientas de escritura, como el corrector ortográfico automático, el diccionario de sinónimos y el corrector gramatical. |
| abril de 1998       | 8                     | Introdujo la función de importación de varios archivos junto con las herramientas interactivas de sombra y de vectores para manipular sombras, además de las herramientas Cremallera y Torbellino para distorsionar líneas y nodos. |
| diciembre de 1999   | 9                     | Incorporó varias paletas de colores, gracias a las cuales los usuarios pudieron personalizar el espacio de trabajo para mostrar varias paletas de colores a la vez y poder trabajar de forma más rápida y flexible. El nuevo Editor de paleta permitió la creación de paletas de colores y la edición de paletas personalizadas existentes. |
| octubre de 2000     | 10                    | Introdujo la función Publicar como PDF. La vista Clasificador de páginas permitió a los usuarios ver imágenes en miniatura de todas las páginas del documento y reorganizar las páginas arrastrándolas y colocándolas en otras posiciones. Se renovó totalmente la Administración de color para combinar las opciones esenciales en un solo cuadro de diálogo. |
| agosto de 2002      | 11                    | Añadió la función de Símbolos, con la que los usuarios podían crear objetos y almacenarlos en una biblioteca reutilizable a la que podían acudir mientras trabajaban. |
| enero de 2004       | 12                    | Introdujo herramientas mejoradas de alineación de texto y guías dinámicas para colocar, alinear y dibujar objetos de forma precisa respecto a otros objetos. La compatibilidad con texto Unicode hizo transparente el intercambio de archivos, independientemente del idioma y del sistema operativo en que se hubieran creado. |
| febrero de 2007     | X3 (13)               | Introdujo un nuevo motor de vectorización, Corel PowerTRACE™, para convertir mapas de bits en gráficos vectoriales, un nuevo Laboratorio de recortar/extraer en Corel PHOTO-PAINT y un nuevo Laboratorio de ajuste de imagen para mejorar rápidamente las fotografías digitales. Esta versión también añadió el recorte de objetos vectoriales, que antes sólo era posible con mapas de bits. |
| enero de 2008       | X4 (14)               | Introdujo el formato de texto en directo para previsualizar atributos de texto antes de aplicarlos a un documento. Otras de las funciones nuevas y mejoradas fueron: tablas interactivas, compatibilidad con más formatos de archivo (incluidos PDF 1.7 y Microsoft Publisher 2007), compatibilidad con archivos RAW de más de 300 modelos de cámaras y la edición de capas en páginas independientes. También se introdujeron servicios en línea para la colaboración (CorelDRAW ConceptShare) y la identificación de fuentes. Esta versión estaba certificada para Windows Vista. |
| febrero de 2010     | X5 (15)               | Agilizó todo el proceso de diseño con mejoras importantes en el flujo de trabajo. Introdujo el organizador de contenido integrado Corel® CONNECT, un nuevo motor de administración del color para ofrecer un control del color más preciso. Se optimizó para trabajar con procesadores multi-núcleos. Compatibilidad con más formatos de archivo, nuevas funciones de dibujo como la opción de bloquear las barras de herramientas y nuevas funciones para Internet, como las animaciones para Web. Esta versión se optimizó para Windows 7 con la nueva compatibilidad con pantallas táctiles. |
| 4 de marzo de 2012  | X6 (16)               | Incorpora un nuevo motor tipográfico, herramientas versátiles (Difuminar, Espiral, Atraer, Rechazar) de estilos y armonías de color, rendimiento mejorado con compatibilidad con procesadores multinúcleo y 64 bits, una completa herramienta de diseño de sitios web, herramientas adaptables de diseño de páginas, compatibilidad con alfabetos complejos y más. |
| 27 de marzo de 2014 | X7 (17)               | Con un nuevo diseño, nuevas herramientas y mejoras de funciones. |
| 15 de marzo de 2016 | X8 (18)               | Compatibilidad con Windows 10 y pantallas 4K |
| 11 de abril de 2017 | CorelDRAW 2017 (19)   | Nueva y revolucionaria herramienta LiveSketch™: LiveSketch usa la eficacia de una red neural para comprender y proporcionar una experiencia de dibujo vectorial natural que reproduce la sensación de dibujar con lápiz y papel. Por primera vez, los usuarios pueden dibujar curvas vectoriales a mano alzada en dispositivos con lápiz gracias a una herramienta inteligente que interpreta y comprende estilos de esbozo, como las pinceladas superpuestas, las líneas dobladas, e incluso las patas de araña. LiveSketch no solo aumenta la creatividad, sino que también elimina la laboriosa tarea de esbozar en papel, escanear, y convertir en vector, puesto que te permite iniciar los diseños directamente en la pantalla.                                                                        |
| 5 de abril de 2018  | CorelDRAW 2018 (20)   | Nuevo modo Simetría, Simetría sirve para crear diversos diseños simétricos, desde objetos sencillos a efectos caleidoscópicos complejos. También se agrega la herramienta Sombra de bloque, que sirve para agregar sombras a objetos uniformes. |
| 12 de marzo de 2019 | CorelDRAW 2019 (21)   | CorelDRAW 2019 amplía su alcance más allá del sistema operativo Windows con una nueva y esperada versión para Apple macOS y una app web de CorelDRAW. Ahora ya es posible utilizar CorelDRAW en todas partes, en PC con Windows en Mac con macOS o en la nube con CorelDRAW.app. Entre las novedades de CorelDRAW 2019 para Windows destacan la Nueva ventana acoplable de objetos, nuevos efectos no destructivos, opciones para trabajar con píxeles perfectos, o la nueva compatibilidad con el formato PDF/X-4 entre otras. |
| 12 de marzo de 2020 | CorelDRAW 2020 (22)   | CorelDRAW 2020 disponible para Windows y MacOS, incluye nuevas herramientas basadas en inteligencia artificial, como la opción de Sobremuestreo de imágenes, o el mejorado PowerTRACE que gracias a la tecnología de optimización de imágenes asistida por IA de mejora la calidad de los mapas de bits durante el mismo proceso de la vectorización automática. Otras de las novedades de la versión 2020 son la compatibilidad con fuentes variables y mejoras importantes en el manejo avanzado de texto, la nueva Herramienta Sombra interior o el esperado efecto de Fundido vectorial. |
| 9 de marzo de 2021  | CorelDRAW 2021 (23)   | CorelDRAW 2021 disponible para Windows y macOS, incorpora el modo de Dibujo en perspectiva con el que es posible dibujar objetos o escenas en perspectiva de 1, 2 o 3 puntos, para después moverlos libremente sin perder la perspectiva. La Vista Multipágina, en la que es posible visualizar, administrar y editar todo el contenido digital de un mismo proyecto en una sola vista, moviendo objetos de una página a otra y comparando los diseños en paralelo, una función que sumada a la exportación de varios activos a la vez, aumenta considerablemente la productividad en el flujo de trabajo de los diseñadores digitales usuarios de CorelDRAW. Se añade también en esta versión la compatibilidad con el formato de archivo HEIF. Fue la última versión disponible en formato físico ( DVD ). |
| 7 de marzo de 2023  | CorelDRAW 2023 (24.3) | CorelDRAW Graphics Suite 2023 disponible para Windows y macOS. En esta versión se incluyó la herramienta de Contorno Variable y mejoras en la función de Imprimir Fusión. |
| 5 de marzo de 2024  | CorelDRAW 2024 (25.0) | CorelDRAW Graphics Suite 2024 disponible para Windows y macOS, como licencia perpetua (compra única) o licencia por suscripción (pago anual). En esta versión se añadió la herramienta de Pincel pictórico y numerosas mejoras en la aplicación de efectos no destructivos y en el rendimiento interno del programa. |
| 4 de marzo de 2025  | CorelDRAW 2025 (26.0) | CorelDRAW Graphics Suite 2025 disponible para Windows y macOS, como licencia perpetua o licencia por suscripción anual. En esta versión, la número 26, se incluyó la función de Impresión avanzada en PDF, mejoras en la herramienta Pincel pictórico, se añadieron Google Fonts y se mejoró la estabilidad y seguridad de todo el programa. Además se añadió a la suite el acceso a la aplicación en línea CorelDRAW Web, una versión accesible de CorelDRAW desde cualquier navegador web. |

## Formatos
CorelDraw guarda, importa y exporta los documentos en los siguientes formatos:
- AI - Adobe Illustrator.
- BMP - Mapa de bits OS/2.
- BMP - Mapa de bits Windows.
- CAL - Mapa de bits comprimido CALS.
- CDR - CorelDraw.
- CDT - Plantilla CorelDraw.
- CDX - CorelDRAW comprimido.
- CGM - Metarchivo de gráficos PC.
- CLK - Corel R.A.V.E.
- CMX - Corel Presentation Exchange.
- CMX - Intercambio de Presentación Corel 5.0.
- CPT - Imagen Corel PHOTO-PAINT.
- CPX - CMX comprimido de Corel.
- CSL - Biblioteca de símbolos de Corel.
- DES - Corel DESIGNER.
- DOC - MS Word 97/2000/2002.
- DOC - MS Word para Windows 6/7.
- DOC, DOCX - MS Word.
- DWG - AutoCAD.
- DXF - AutoCAD.
- EMF - Metarchivo mejorado de Windows.
- EPS - PostScript encapsulado.
- FMV - Metarchivo mejorado de Frame.
- FPX - Imagen Kodak FlashPix.
- GIF - Animación GIF.
- GIF - Mapa de bits CompuServe.
- HEIF - Archivo de imagen de alta eficiencia.
- JPG - Mapa de bits JPEG.
- JPG2- JPEG 2000 Codestream.
- JPG2- JPEG 2000 Standard.
- MAC - Mapa de bits MACPaint.
- PAT - Archivo de patrón.
- PCT - Macintosh PICT.
- PCX - PaintBrush.
- PDF - Adobe Portable Document Format.
- PFB - Fuente Adobe Type 1.
- PIC - Lotus Pic.
- PLT - Archivo de trazador HPGL.
- PNG - Portable Network Graphics.
- PP4 - Picture Publisher 4.
- PP5 - Picture Publisher 5.0.
- PPF - Imagen Picture Publisher v10.
- PPT - Microsoft PowerPoint.
- PS, EPS, PRN - PostScript.
- PSD - Adobe Photoshop.
- PSP - Corel Paint Shop Pro.
- PUB - Formato de documento MS Publisher.
- RAW - Archivos RAW.
- RIFF- Painter.
- RTF - Formato RTF.
- SVG - Scalable Vector Graphics.
- SVGZ- SVG comprimido.
- SWF - Macromedia Flash.
- TGA - Mapa de bits Truevision Graphics Adapter o TARGA (Truevision Advanced Raster Graphics Adapter).
- TIF - Mapa de bits TIFF.
- TTF - Fuente True Type.
- TXT - Texto ANSI.
- WB, WQ - Corel Quatro Pro.
- WEBP - Formato de archivo de imagen de Google
- WI - Mapa de bits Wavelet comprimido.
- WK - LOTUS 1-2-3.

## Requisitos mínimos del sistema para su instalación en Windows
- Windows 11 (versión 22H2 o posterior) o Windows 10 (versión 22H2), de 64 bits, con las últimas actualizaciones
- Intel Core i3, i5, i7, i9 (7ª generación o posterior) o AMD Ryzen 3, 5, 7, 9, Threadripper, EPYC
- 8 GB de RAM (se recomiendan 16 GB de RAM o más)
- 5,5 GB de espacio en el disco duro para los archivos de la aplicación e instalación
- Tarjeta de vídeo compatible con OpenCL 1.2 con 3 GB o más de VRAM
- Resolución de pantalla de 1280 x 720 al 100 % (96 ppp) (se recomienda 1920 x 1080 al 150 % o superior)
- Ratón, tableta gráfica o pantalla multitoque

## Requisitos mínimos del sistema para su instalación en Macintosh
- macOS Sequoia (15), macOS Sonoma (14) o macOS Ventura (13), con la revisión más reciente
- Procesador Apple Silicon o Intel multinúcleo con compatibilidad con el conjunto de instrucciones AVX2 (o Apple Silicon)
- 8 GB de RAM (se recomiendan 16 GB de RAM o más)
- 3 GB de espacio disponible en el disco duro para los archivos de la aplicación
- Unidad de estado sólido (SSD) recomendada
- Tarjeta de vídeo compatible con OpenCL 1.2 con 3 GB o más de VRAM
- Resolución de pantalla de 1920 x 1200
- Ratón o tableta